# Nabatejsko kraljestvo
Nabatejsko kraljestvo ali Nabateja (nabatejsko: Malkûtâ Nabatu) je bila država Nabatejcev v klasični antiki, ki je bila leta 106 priključena k Rimskemu cesarstvu.

## Geografija
Kraljestvo je obsegalo ozemlje med Sinajskim in Arabskim polotokom. Na severu je mejilo na  Judejo, na jugu na Egipt. Prestolnica kraljestva je bila Petra v sedanji Jordaniji. Druga večja mesta pa so bila Bostra, Mada'in Saleh in Nitzana.
Petra je bila bogato trgovsko mesto na stišišču več pomembnih trgovskih poti. Ena od njih je bila tako imenovana Pot kadila, po kateri so iz Mada'in Saleha prinašali miro in sveto kadilo iz južne Arabije in ju od tu prodajali po celem Sredozemlju.

## Zgodovina

### Nabatejci
Nabatejci so bili eno od številnih nomadskih beduinskih plemen, ki so zavzeli Veliko arabsko puščavo in se s svojimi ognjišči selili tja, kjer so lahko našli pašnike in vodo. Minevali so letni časi ko so se trudili preživeti tudi v slabih letih, ko padavin ni bilo. Čeprav so bili Nabatejci najprej vključeni v aramejsko kulturo, so sodobni znanstveniki zavrnili teorijo o njihovih koreninah med Aramejci. Namesto tega arheološki, verski in jezikovni dokazi potrjujejo, da so severno arabsko pleme.
Natančen izvor tega ljudstva arabskih nomadov je še vedno negotov. Ena hipoteza locira njihovo izvorno domovino v današnjem Jemnu, na jugozahodu Arabskega polotoka, vendar njihova božanstva, jezik in pisava nimajo nič s tistimi v južni Arabiji. Druga hipoteza trdi, da so prišli iz vzhodne obale polotoka.
Menijo, da so predlogi, ki izhajajo iz območja Hidžaz, bolj prepričljivi, saj imajo veliko božanstev s temi starimi ljudstvi; nbtw, korenski konsonant imena plemena, najdemo v zgodnjih semitskih jezikih Hidžaza.
Podobnosti med pozabljenim nabatejskim arabskim narečjem in tistimi, ki jih najdemo v Mezopotamiji med  novoasirskim obdobjem in skupino z imenom Nabatu, ki so jih našteli Asirci kot eno od številnih uporniških arabskih plemen v regiji, nakazuje povezavo med obema. Nabatejci so morda izhajali od tam in migrirali na zahod med 6. in 4. stoletjem pr. n. št. v severozahodno Arabijo in velik del sodobne Jordanije.
Nabatejce so zmotno povezali z drugimi skupinami ljudstev. Ljudje, imenovane "Nabaiti", ki jih je porazil asirski kralj Asurbanipal, so nekateri povezali z Nabatejci zaradi podobnih imen. Druga napačna razlaga je njihova identifikacija z Nebajati hebrejske Biblije, potomci Izmaela, Abrahamovega sina.
V nasprotju z ostalimi arabskimi plemeni so se Nabatejci kasneje, v času njihovega napredka, pojavili kot ključni igralci v regiji. Vendar pa je njihov vpliv potem zbledel in so bili pozabljeni.

### Pojavitev
Čeprav so bili Nabatejci pismeni, niso zapustili daljših zgodovinskih besedil. Še danes pa obstaja na tisoče napisov na več mestih, kjer so nekoč živeli, vključno z grafiti in na njihovih kovancih. Prvo zgodovinsko omembo Nabatejcev prinaša grški zgodovinar Diodor Sicilski, ki je živel okoli leta 30 pr. n. št., vendar govori o približno 300 let zgodnejšem obdobju. Uporablja zapiske Hieronima iz Kardije, ki se je kot vojak v helenistični vojski enega od generalov Aleksandra Velikega srečal z Nabatejci.
Diodor opisuje kako so Nabatejci preživeli v puščavi in kako so uspeli premagati vse sovražnike, tako da so se skrivali v puščavi, dokler niso zasledovalci obupali zaradi pomanjkanja vode. Nabatejci pa izkopali cisterne, ki so bile pokrite in označene z znaki, znanimi samo njim. Diodor je napisal o tem, kako so bili »izjemno radi svobodni« in vsebuje opis o neuspešnih napadih, ki jih je leta 312 pr. n. št. sprožil grški general Antigon I..
niti Asirci starega, niti kralji Medijcev in Perzijcev, niti Makedonci jih niso bili zmožni ustrahovati, in ... nikoli niso svojih poskusov uspešno zaključili. – Diodorus.
Po smrti Aleksandra Velikega leta 323 pr. n. št. se je njegov imperij razdelil med njegove generale. Antigon I. je med konfliktom med generali osvojil Levant in to ga je pripeljalo do meje z Edomom, severno od Petre. Bogati Nabatejci so postali naslednji Antigonov cilj, njihovo bogastvo so ustvarili prihodki od trgovskih karavan, ki so prenašale začimbe, miro in druge predmete iz Eudaemona (morda današnji Aden) v današnjem Jemnu, preko arabskega polotoka, ki so prečkale Petro in končale v pristanišču Gaza za odpremo na evropske trge. To bogastvo je Nabatejce razlikovalo od drugih arabskih plemen.  Antigon je poslal enega izmed svojih oficirjev da so napadli Nabatejce "barbare" in njihove črede vzel kot plen. Trije vdori niso prinesli uspeha ali se za Grčijo končali nesrečno .
V prvem napadu leta v 312 pr. n. št. so Grki uspeli zapleniti tone začimb in srebra iz Petre. Čeprav se leto šteje za uradni začetek zgodovine Nabatejcev, so bili že bogati. Kmalu sta sledila še dva napada in v luči porazov je Antigon opustil svoje načrte proti tem Arabcem, saj je imel pomembnejše zadeve. Med bitko pri Ipsu v Anatoliji okoli leta 301 pr. n. št. so Antigonidi izgubili grško koalicijo, ki je vključevala tudi Selevkide.
Serija vojn med grškimi generali se je končala v sporu nad ozemlji današnjega Jordana med Ptolemajci s sedežem v Egiptu in Selevkidi s sedežem v Siriji. Konflikt je omogočil Nabatejcem, da razširijo svoje kraljestvo iz Edoma na širše ozemlje. 

### Kraljestvo
V poznem 4. stoletju pred našim štetjem so Nabatejci zasedli severni Hedžas, Edom in Negev ob Sredozemskem morju ter delom ozemlja ob obali Rdečega morja. Diodor navaja, da so Nabatejci napadali trgovske ladje, ki so pripadale Ptolemajcem, kmalu pa jih je prizadela večja sila in »kaznovaa, kot si zaslužijo«. Ni znano, zakaj so se premožni Nabatejci odločili za piratstvo. Eden od možnih razlogov je bil, da je njihove trgovske interese ogrožala konkurenčna pomorska trgovska pot po Rdečem morju.
Pol stoletja po Antigonovih napadih obstaja drug zgodovinski zapis o Nabatejcih v Hauranu (v antiki Auranitis; vulkanska planota, geografsko območje, ki se nahaja v jugozahodni Siriji in sega v severozahodni del sodobne Jordanije). Dionizij, eden od dveh grških delavcev, ki je iskal alternativno kariero s prodajo žensk kot spolnih suženj, so ga v enem izmed poslov zadržali Nabatejci. Ob upoštevanju izjemne enakosti med spoloma v nabatejski družbi v tistem času je verjetno, da so  nasprotovali taki obravnavi žensk na njihovem območju, za katere menijo, da so odgovorni za vzdrževanje javnega reda in miru.
Aretas I. je prvi imenovani kralj Nabatejcev, katerega ime je bilo na napisu v Negevu iz 2. stoletja pred našim štetjem. Približno istočasno so arabski Nabatejci in sosednji židovski Makabejci vzdrževali prijateljsko razmerje, in so bili prvi ki so simpatizirali z Makabejci, ki so jih zlorabili Selevkidi. Nabatejci so v istem stoletju začeli kovati kovance, ki jasno kažejo na gospodarsko in politično neodvisnost.
Petra je bila vključena v seznam večjih mest na območju Sredozemlja, ki jih je obiskal uglednež iz Priene, znak pomena Nabatejcev v starodavnem svetu. Petra je skupaj z  Aleksandrijo veljala za najvišje mesto v civiliziranem svetu.

### Nabatejci in Hasmonejci
Nabatejci so bili zavezniki Makabejcev v času spopadov si Selevkidskim monarhom. Nato so postali tekmeci njihovih naslednikov, judovske rodbine Hasmonejcev in glavnega elementa v neredih, ki so priklicali Pompejevo posredovanje v Judeji .  Pristanišče Gaza je bilo zadnja postaja na poti začimb, ki so jih prenašale trgovske karavane pred odpremo na evropske trge, zato so imeli Nabatejci znaten vpliv na prebivalce. Hasmonejski kralj Aleksander Janej je obkolil mesto Gaza okoli leta 100 pr. n. št., ker so Gazani v zadnjih bitkah favorizirali Ptolemajce pred Judejci. Gaza je bila okupirana in njene prebivalce je Janej pobil.
Hasmonejci so pod Janejem začeli akcijo, ki je zajela več ozemelj v Transjordaniji severno od Nabataje, ob poti proti Damasku, vključno s severnim Moabom in Gileadom. Teritorialne pridobitve so ogrozile trgovinske interese Nabatejcev, tako Gazo, kot selevkidski Damask . Nabatejski kralj Obodas I. se je boril, da bi obnovil območja. Obodas je uspel premagati Janeja v bitki pri Gadari okoli leta 93 pr. n. št., ko je njegove sile zajel v strmi dolini, kjer je Janej »imel srečo, da je pobegnil živ«.
Po zmagi Nabatejcev nad Judejci, prej sprti s Selevkidi, ti niso bili navdušeni nad naraščajočim vplivom Nabatajecev na jugu njihovih ozemelj . Nabatejci so spet zmagali nad Grki in tokrat nad Selevkidi. V času bitke pri Kani je selevkidski kralj Antioh XII. vodil vojno proti Nabatejcem in med bitko umrl. Njegova demoralizirana vojska je pobegnila in izginila v puščavi zaradi lakote. Po Obodasovih zmagah nad Judejci in Grki je postal prvi Nabatejski kralj, ki ga je njegovo ljudstvo častilo kot boga.
Avdat je bil tempelj, ki so ga Nabatejci zgradili v puščavi Negev v spomin na Oboda. Tam je bil pokopan. Najdeni so bili napisi, ki se nanašajo na »Obodasa boga«.
V času vladavine Areta III. (87 do 62 pr. n. št.) se je zdelo, da je kraljestvo doseglo svoj teritorialni zenit, vendar ga je rimska vojska premagala pod poveljstvom Marka Aemiliusa Scauruja. Scurajeva vojska je celo oblegala Petro, vendar se je sčasoma pogajala o kompromisu.
Aretas III. je plačal davek in Rimska republika ga je uradno priznala. 
Nabatejsko kraljestvo je bilo počasi obkroženo s širjenjem rimskega cesarstva, ki je osvojilo Egipt in priključilo hasmonejsko Judejo. Čeprav je Nabatejsko kraljestvo uspelo ohraniti formalno neodvisnost, je postalo kraljestvo pod vplivom Rima.

### Rimska priključitev
Leta 106 n. št. je med vladavino rimskega cesarja Trajana umrl zadnji kralj Nabatejskega kraljestva Rabel II. Soter. To bi lahko povzročilo uradno pripojitev Nabateje rimskemu cesarstvu, vendar formalni razlogi in natančen način priključitve niso znani.
Nekateri epigrafski dokazi kažejo na vojaško akcijo pod vodstvom Corneliusa Palme, guvernerja Sirije. Zdi se, da so rimske sile prišle iz Sirije in iz Egipta. Jasno je, da so bili do leta 107 n. št. rimske legije nameščene na območju okoli Petre in Bostre, kar je razvidno iz papirusa, najdenega v Egiptu. Kraljestvo je bilo priključeno cesarstvu in postalo pokrajina Arabia Petraea. Zdi se, da se je trgovanje v veliki meri nadaljevalo, ker so Nabatejci imeli velik talent za trgovanje.
Pod Hadrijanom je limes Arabicus ignorirala večino ozemlja Nabatejcev in potekal severovzhodno od Aile (sodobna Akaba) na začetku Akabskega zaliva. Stoletje kasneje, v času vladavine Aleksandra Severja, se je lokalna izdaja kovancev končala. Niso več gradili razkošnih grobnic, očitno zaradi nenadnih političnih sprememb, kot je na primer invazija neoperzijske moči pod Sasanidskim cesarstvom.
Mesto Palmira, ki je bilo nekoč prestolnica odcepljenega palmirskega cesarstva (130-270), je postalo pomembnejše in pritegnilo arabsko trgovino iz Petre. 